# Comachara
Comachara é um gênero de traça pertencente à família Arctiidae.